# Ne supra crepidam
A ne supra crepidam ("suszter maradjon a kaptafánál") egy latin kifejezés, ami arra utal, hogy egy adott személy ne fogalmazzon meg értékítéletet a saját szakértelmén túl.

## Eredete
Először Caius Plinius Secundus "Naturalis Historia" című művének 35. könyvében szerepelt, mint "ne supra crepidam sutor iudicaret" (szó szerint: a suszter ne ítéljen a kaptafán túl), amelyet Apellész görög festőnek tulajdonít. Apellésznek ugyanis szokása volt, hogy a frissen elkészült festményeit közszemlére tette, majd elbújt a művek mögött és kihallgatta, hogy mit mond róla a közönség. Egy alkalommal egy cipész (suszter) megjegyezte, hogy az egyik festményen látható kaptafát pontatlanul ábrázolta a művész. Jogos kritikáján felbátorodva másnap már a festményen látható lábakat kezdte el kritizálni. Apellész ekkor kijött a festmény mögül, és közölte vele, hogy jó lenne, ha a véleményét csak a cipőkkel kapcsolatban fejtené ki. Plinius szerint attól kezdve ez a kijelentés közmondássá alakult.

## Története
A közmondás a reneszánsz idején lett újra népszerű, amikor újra divatba jött a festészet és a klasszikus ókori művészet. Erasmus saját gyűjteményében "ne sutor ultra crepidam" formában írta le, amelyet Richard Taverner először szó szerint fordított le angolra, majd művének 1616-os John Withals által készített revíziójában már a "suszter maradjon a kaptafánál" szerepelt. Ezt vette át a legtöbb nyelv, hozzánk német közvetítéssel érkezett. Egyes nyelvekben másként szerepel, például az oroszban (Суди, дружок, не свыше сапога, "cipész, ne ítélj a csizma felett"), vagy a spanyolban (Zapatero, a tus zapatos, "cipész, vissza a cipőkhöz"), illetve a szlovén nyelvben (Le čevlje sodi naj kopitar, "a suszter csak a cipőt ítélje meg").
Karl Marx ezzel szemben kritikát fogalmazott meg a közmondással szemben, felhívva rá a figyelmet, hogy az eredetileg órásmester James Watt találta fel a gőzgépet, a borbély Richard Arkwright a láncszövőszéket, az ötvösmunkás Robert Fulton pedig a gőzhajót.

## Lásd még
- Latin szállóigék
- Dunning–Kruger-hatás
- Nobel-betegség